# Neoardelio aspalathus
Neoardelio aspalathus är en tvåvingeart som beskrevs av Andrew E.Whittington 2000. Neoardelio aspalathus ingår i släktet Neoardelio och familjen bredmunsflugor. Inga underarter finns listade i Catalogue of Life.